# Рокі-Форд (Джорджія)
Рокі-Форд (англ. Rocky Ford) — місто (англ. town) в США, в окрузі Скревен штату Джорджія. Населення — 167 осіб (2020).

## Географія
Рокі-Форд розташоване за координатами 32°39′49″ пн. ш. 81°50′8″ зх. д. / 32.66361° пн. ш. 81.83556° зх. д. (32.663507, -81.835465).  За даними Бюро перепису населення США в 2010 році місто мало площу 3,21 км², з яких 3,14 км² — суходіл та 0,07 км² — водойми.

## Демографія
Згідно з переписом 2010 року, у місті мешкали 144 особи в 65 домогосподарствах у складі 43 родин. Густота населення становила 45 осіб/км².  Було 84 помешкання (26/км²).
Расовий склад населення:
| - 64,6 % — білих - 30,6 % — чорних або афроамериканців - 0,7 % — корінних американців - 2,1 % — осіб інших рас |

До двох чи більше рас належало 2,1 %. Частка іспаномовних становила 2,1 % від усіх жителів.
За віковим діапазоном населення розподілялося таким чином: 18,7 % — особи молодші 18 років, 62,5 % — особи у віці 18—64 років, 18,8 % — особи у віці 65 років та старші. Медіана віку мешканця становила 45,0 року. На 100 осіб жіночої статі у місті припадало 84,6 чоловіків;  на 100 жінок у віці від 18 років та старших — 95,0 чоловіків також старших 18 років.
Середній дохід на одне домашнє господарство  становив 33 733 долари США (медіана — 25 455), а середній дохід на одну сім'ю — 46 176 доларів (медіана — 48 333). За межею бідності перебувало 13,6 % осіб, у тому числі 4,7 % дітей у віці до 18 років та 12,5 % осіб у віці 65 років та старших.
Цивільне працевлаштоване населення становило 80 осіб. Основні галузі зайнятості: мистецтво, розваги та відпочинок — 20,0 %, освіта, охорона здоров'я та соціальна допомога — 20,0 %, роздрібна торгівля — 12,5 %, оптова торгівля — 7,5 %.